# Həmzəli (Şərur)
Həmzəli è un comune dell'Azerbaigian situato nel distretto di Şərur.